# The Witches (2020)
The Witches (bra: Convenção das Bruxas; prt: As Bruxas de Roald Dahl) é um filme de comédia de terror e fantasia estadunidense, dirigido por Robert Zemeckis e escrito por Zemeckis, Guillermo del Toro e Kenya Barris. É baseado no romance homônimo de Roald Dahl e um remake do filme de 1990 com o mesmo nome. É estrelado por Anne Hathaway, Octavia Spencer, Stanley Tucci, Chris Rock e Jahzir Kadeem Bruno.
The Witches foi originalmente programado para um lançamento nos cinemas dos Estados Unidos pela Warner Bros. Pictures, mas mais tarde foi retirado do calendário de lançamentos devido à pandemia de COVID-19. O filme foi anunciado posteriormente que estaria disponível para transmissão no serviço de streaming HBO Max nos Estados Unidos em 22 de outubro de 2020, com um lançamento em cinemas de países selecionados a partir de 28 de outubro de 2020. En Portugal, foi lançado em 29 de outubro de 2020, e no Brasil, foi lançado em 19 de novembro nos cinemas de todo país.

## Sinopse
Quando perde os pais em um acidente de carro, um menino passa a morar com a avó no interior de Demopolis. Após os dois entrarem em um supermercado e o menino ver uma mulher esquisita, a avó percebe que ela é uma bruxa e decide levar o neto para um hotel de luxo, pois as bruxas não se importam com as crianças ricas, mas sim com as mais pobres. O que ela não sabia é que o hotel teria uma "Convenção das Bruxas", disfarçada de "Convenção Contra a Crueldade com Crianças", e o garoto seria transformado em rato. Assim, o garoto, agora como rato, deve evitar que as bruxas transformem todas as crianças do mundo em ratos.

## Elenco
- Anne Hathaway como a Grande Bruxa
- Octavia Spencer como a Avó
- Jahzir Kadeem Bruno como O Garoto
- Stanley Tucci como Sr. Stringer
- Jahzir Kadeem Bruno como O Garoto.
- Chris Rock como a voz de O Garoto, o narrador e que conta em primeira mão sua experiência quando criança.
- Codie-Lei Eastick como Bruno Jenkins
- Kristin Chenoweth como a voz de Daisy[5][6]
- Charles Edwards como Mr. Jenkins
- Morgana Robinson como Sra. Jenkins
- Josette Simon como Zelda[5]
- Eugenia Caruso como Consuella[5]
- Ana-Maria Maskell como Esmerelda[5]
- Orla O'Rourke como Saoirse[5]
- Penny Lisle como Lana[5]
- Simon Manyonda como Sous-Chef

## Produção

### Desenvolvimento
Planos para uma nova adaptação em filme do romance de Roald Dahl, The Witches, começaram em dezembro de 2008, quando Guillermo del Toro mostrou interesse em fazer um filme em stop motion. Não se houve mais notícias sobre o projeto até dez anos depois, em junho de 2018, quando Robert Zemeckis foi contratado para dirigir e escrever o roteiro do filme. Guillermo Del Toro é produtor do filme, ao lado de Zemeckis e Alfonso Cuarón, além de ser também um dos escritores do filme.
Foi descrito por Zemeckis como sendo mais próximo do romance original do que a versão de 1990 dirigida por Nicolas Roeg. Em novembro foi revelado que o filme seria ambientado no Alabama durante a década de 1960, em vez da Inglaterra do romance na década de 1980, e que o garoto protagonista (originalmente um filho de ingleses de descendência norueguesa no romance) seria interpretado por um ator afro-americano.

### Escalação do elenco
Em janeiro de 2019, Anne Hathaway foi escalada para o papel da Grande Bruxa. Octavia Spencer foi escalada em fevereiro, junto com os novos atores Jahzir Bruno e Codie-Lei Eastick. Em maio, Stanley Tucci e Chris Rock foram escalados.

### Filmagens
A fotografia principal começou em 8 de maio de 2019, com locais de filmagem incluindo Alabama, Geórgia e no Warner Bros. Studios, Leavesden, em Hertfordshire e Virginia Water Lake em Surrey, Inglaterra. Era esperado que as filmagens terminassem em 25 de junho. Em 19 de junho, um membro da equipe do filme foi esfaqueado no pescoço no Warner Bros. Studios, Leavesden.

## Música
Em julho de 2019, foi anunciado que o colaborador frequente de Zemeckis, Alan Silvestri, iria compor a trilha sonora do filme.

## Lançamento
O filme foi lançado no serviço de streaming HBO Max no dia 22 de outubro de 2020 nos EUA. Originalmente teve a estreia prevista para 16 de outubro de 2020 e 9 de outubro de 2020, antes de ser retirado inteiramente do cronograma devido à pandemia de COVID-19. Em Portugal, o filme foi lançado em 29 de outubro de 2020, e no Brasil, em 19 de novembro de 2020.

## Marketing
O filme colaborou com um jogo de Roblox chamado "Islands" para um evento de Halloween por tempo limitado. Ele apresenta uma batalha de chefe com a Grande Bruxa Alta, um dos principais antagonistas do filme.

## Recepção

### Bilheteria
Em sua estreia no serviço de streaming HBO MAX nos Estados Unidos, o filme fez rápido sucesso e entrou pra lista de produtos mais vistos do ano de 2020 na plataforma.
Nos cinemas, o filme foi lançado em países selecionados, mas mesmo assim conseguiu sucesso. O filme arrecadou 4,9 milhões de dólares em doze países em sua primeira semana de lançamento. Conquistou o feito de dar mais bilheteria do que o filme original. Atualmente, possui cerca de 29,3 milhões de dólares arrecadados em todo o mundo.

### Crítica especializada
The Witches possui recepção mista por parte da crítica especializada. O agregador de críticas Rotten Tomatoes relata que 52% das 136 resenhas críticas sobre o filme foram positivas, com uma pontuação média de 5.64/10. O consenso crítico do site diz: "The Witches perde alguns feitiços, mas o desempenho de Anne Hathaway no jogo pode ser o suficiente para enfeitiçar os fãs deste conto de Roald Dahl.". Metacritic, outro site agregador de críticas, atribuiu ao filme uma pontuação média ponderada de 47 de 100 com base em 31 resenhas de críticos convencionais, o que indica "recepção mista ou médias". Em sua crítica de duas das quatro estrelas, Richard Roeper do Chicago Sun-Times, elogiou os efeitos especiais e as atuações, mas achou o filme "muito perturbador para crianças pequenas e não ousado o suficiente para cativar adultos". David Ehrlich da IndieWire deu ao filme um D+, chamando-o de "terrível" e afirmando: "Zemeckis fez alguns filmes malsucedidos nos últimos 20 anos, mas 'The Witches' é o mais frustrante de todos porque parece que poderia ter sido feito por outra pessoa. Qualquer outra pessoa. A versão de Roeg pode ter marcado uma geração de crianças para a vida, mas pelo menos eles se lembraram disso".
Roberto Saddvski, em sua coluna do Uol no YouTube disse que The Witches é o "pior filme da carreira de Robert Zemeckis (...) Horroroso de ponta a ponta."